# Creampie
Creampie ou ejaculação interna, é um termo que descreve quando um homem ejacula dentro da vagina ou ânus de seu parceiro(a) e o consequente escorrimento do sêmen através dos mesmos orifícios. Esse termo pode ser traduzido, literalmente, do inglês com o significado de "torta de creme", mas o termo creampie é mais utilizado.

## Termos relacionados

Creampie anal

- Comedor de creampie: Consiste em comer o sêmen que escorre pelo orifício anal ou vaginal da(o) parceira(o), seja introduzindo seus dedos, passando pelas suas mãos ou por algum aparato ou tubo, neste último caso, conhecido como felching.

- Cumfart: Cumfart se refere a espirrar o sêmen para fora do ânus (ou vagina) depois de receber a ejaculação.

- Creampie gang bang ou tag team: Creampie gang bang ou tag team é uma cena pornô onde um homem ou uma mulher recebe creampies de dois ou mais homens.